# Zeven Stoelen

De stoelen van de Zevenburgse Saksen in de 15e eeuw

De Zeven Stoelen (Duits: Sieben Stühle) betekenen enerzijds een historisch gebied binnen de Königsboden in Zevenburgen, en anderzijds de officiële bestuurlijke eenheden van de zogenaamde Natie-universiteit van de Zevenburger Saksen. Een "stoel" is in deze betekenis dus een bestuursgebied, te vergelijken met een district.
De Zeven Stoelen bestonden uit een hoofdstoel, namelijk Hermannstadt (het huidige Sibiu), en de volgende onderdistricten:
1. Broos (Orăștie)
2. Mühlbach (Sebeș)
3. Reußmarkt (Miercurea Sibiului)
4. Leschkirch (Nocrich)
5. Großschenk (Cincu)
6. Schäßburg (Sighișoara)
7. Reps (Rupea)

De eerste vermelding in een oorkonde dateert van 14 juli 1349. Hoewel het dus om acht stoelen in totaal gaat, verwijst de naam "Zeven Stoelen" naar een hoofdstoel en zeven nevenstoelen. 
De Zeven Stoelen vormden een ongeveer 190 km lang, maar relatief smal, gebied waarin de Zevenburger Saksen zich hadden gevestigd, met Broos in het uiterste westen en Reps in het uiterste oosten. Op slechts weinig plaatsen was de strook breder dan 30-40 km en was bij uitstek een grensgebied. Van uit dit gebied werden vanaf de 13e eeuw ook de Twee Stoelen (Mediasch en Schelken), het gebied tussen de Grote en de Kleine Târnava en het Burzenland gekoloniseerd.

District van de Saksen in Bistritz
District Kronstadt
Stoel Großschenk
Stoel Leschkirch
Stoel Mediasch
Stoel Schelken
Stoel Broos
Stoel Mühlbach
Stoel Reps
Hoofdstoel Hermannstadt
Stoel Schäßburg
Twee Stoelen
Stoel Reußmarkt

## Bestuurlijke taken
De verantwoordelijkheden van de stoelbesturen waren onder andere de volgende:
- heffen van belastingen en andere heffingen
- rechtspraak door de stoelrechter, als rechtstreekse vertegenwoordiger van de Hongaarse koning
- handhaven van de openbare orde
- toezicht op gilden en ambachten
- rekruteren van troepen
- bosbeheer
- afvaardiging van vertegenwoordigers naar de landdagen en de Natie-universiteit